# Bakłaszy
Bakłaszy (ros. Баклаши) – wieś (sieło) w Rosji, w obwodzie irkuckim, w rejonie szelechowskim. W 2010 liczyła 3730 mieszkańców.

## Urodzeni
- Afanasij Biełoborodow – radziecki generał, Bohater Związku Radzieckiego.